# كارلوس رودريغيز جيفارا
كارلوس رودريغيز جيفارا (بالإسبانية: Carlos Rodríguez Guevara)‏ هو سياسي مكسيكي، ولد في 19 ديسمبر 1969 في ولاية غواناخواتو في المكسيك. حزبياً، نشط في حزب العمل الوطني. وقد انتخب عضو مجلس النواب المكسيك.